# Proclitus septentrionalis
Proclitus septentrionalis är en stekelart som beskrevs av Dasch 1992. Proclitus septentrionalis ingår i släktet Proclitus och familjen brokparasitsteklar. Inga underarter finns listade i Catalogue of Life.